# Boris Anastassjewitsch Kordemski
Boris Anastasjewitsch Kordemski (russisch Борис Анастасьевич Кордемский; * 23. Maijul. / 5. Juni 1907greg. in Kiknur, Gouvernement Wjatka; † 29. März 1999) war ein sowjetischer Mathematiker.
Kordemski promovierte 1956 in Pädagogik und unterrichtete in Moskau. Er wurde bekannt für seine zahlreichen populären Publikationen über mathematische Rätsel.
Von ihm erschien zum Beispiel das Sachbuch „Математическая смекалка“ (wörtlich „Mathematisch Klug“) 1959 im Staatlichen Verlag für physikalische und mathematische Literatur Moskau. Das Buch wurde von Klemens Junge übersetzt, erhielt den Buchtitel „Köpfchen, Köpfchen!“ und erschien 1963 in der DDR im Urania Verlag. Die Aufgaben sowie der Bucheinband und der Schutzumschlag wurden mit Grafiken von Eberhard und Elfriede Binder illustriert. In der BRD erschien es als Lizenzausgabe des Urania-Verlags unter dem Titel „Köpfchen muß man haben!“.